# Plan van Ayala
Het plan van Ayala was een document dat was opgesteld door Emiliano Zapata op 25 november 1911. 
Zapata keerde zich in het plan tegen president Francisco I. Madero, die de revolutionaire geest van het Plan van San Luis Potosí verraden zou hebben en zich zou hebben gedragen als een dictator. Hij riep op tot het niet meer erkennen van Madero en poneerde Pascual Orozco als leider van de revolutie. Ook riep hij op tot het onteigenen van land van grootgrondbezitters, om het te verdelen onder landlozen, en het invoeren van gemeenschappelijk grondbezit in de vorm van ejido's.
Zapata besloot het plan met de woorden ¡Tierra, Justicia y Libertad! (Land, Recht en Vrijheid!), wat later als ¡Tierra y Libertad! (Land en Vrijheid!) een van de bekendste kreten uit de Mexicaanse Revolutie zou worden. 